# Boophis tasymena
Espèce
Statut de conservation UICN

 LC  : Préoccupation mineure
Boophis tasymena est une espèce d'amphibiens de la famille des Mantellidae.

## Répartition
Cette espèce est endémique de Madagascar. Elle se rencontre entre 300 et 900 m d'altitude dans l'est de l'île, entre Mananara et le parc national d'Andohahela.

## Étymologie
Son nom d'espèce, du malgache tasy, « motif, tache », et mena, « rouge », lui a été donné en référence à sa pigmentation rouge caractéristique.

## Publication originale
- Vences & Glaw, 2002 : Two new treefrogs of the Boophis rappiodes group from eastern Madagascar (Amphibia Mantellidae). Tropical Zoology, vol. 15, p. 141-163 (texte intégral).